# 智雄
智雄（ちゆう、生没年不詳）は、奈良時代の法相宗の僧。新羅の出身。
703年（大宝3年）智鳳・智鸞らとともに入唐し、慈恩大師基（または窺基）の法孫で法相第3祖の濮陽（ぼくよう）大師智周に師事して法相宗を学んだ。日本において法相宗を広め、日本法相宗の第3伝とされている。
| スタブアイコン | サブスタブ | この項目は、まだ閲覧者の調べものの参照としては役立たない、人物に関連した書きかけの項目です。この項目を加筆・訂正などしてくださる協力者を求めています（P:人物伝/PJ:人物伝）。 |